# Elísio Macamo

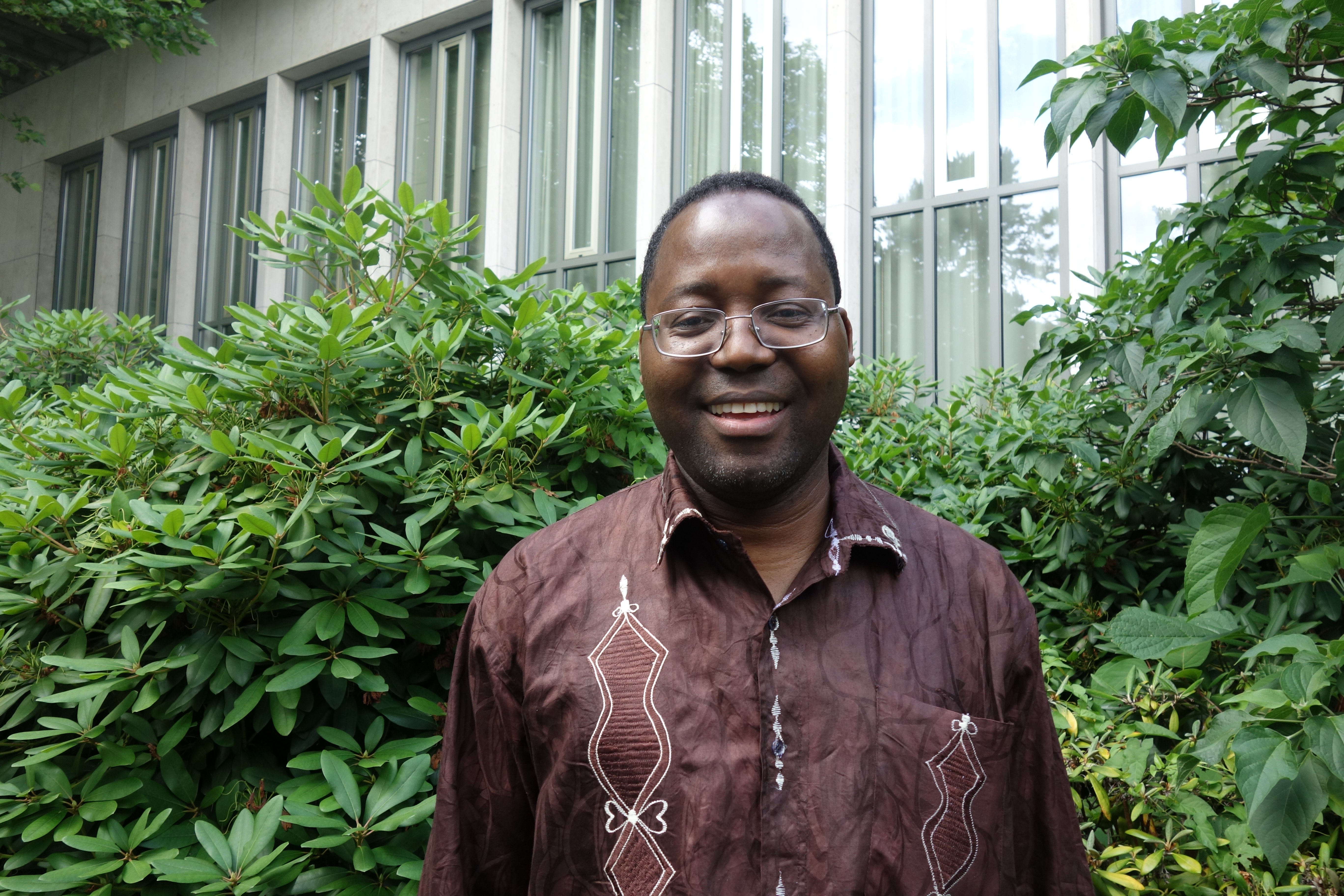
Elísio Macamo

Elísio Macamo (* 21. Dezember 1964 in João Belo [heute Xai-Xai], Portugiesisch-Ostafrika [heute Mosambik] als Mutsenga Mpoyombo-Nhlavi) ist ein mosambikanischer Afrikawissenschaftler und Soziologe. Seit 2009 arbeitet Macamo als Assistenzprofessor mit Tenure Track für African Studies an der Universität Basel. Macamo leitet zudem das Zentrum für Afrikawissenschaften der Universität Basel.

## Leben

### Akademische Karriere
Elísio Macamo wurde am 21. Dezember 1964 in João Belo in der portugiesischen Kolonie Mosambik geboren. Er studierte zunächst in Maputo und schloss danach zwei Master an: 1988 einen Master in Translation and Interpreting an der University of Salford sowie 1992 einen Master in Sociology und Social Policy an der University of North London (heute London Metropolitan University). Anschließend absolvierte Macamo einen PhD (bis 1997) und eine Promotion (bis 2009) in allgemeiner Soziologie an der Universität Bayreuth. In seiner akademischen Karriere hatte Macamos auch verschiedene Fellowships inne, unter anderem an der Universität Bayreuth als Post-Doctoral-Fellow, am Zentrum für Afrikastudien (CEA) der Universität Lissabon sowie als AGORA-Fellow am Wissenschaftskolleg Berlin.
Seit Oktober 2009 arbeitet Macamo als Assistenzprofessor mit Tenure Track an der Universität Basel. Zudem leitet er das Zentrum für Afrikawissenschaften der Universität. Macamo forscht und lehrt vor allem zur Soziologie der Religion, der Technologie, des Wissens und der Politik. Seine aktuellen Forschungsprojekte beschäftigen sich mit der Politik des Rechtsstaates und mit vergleichenden Entwicklungsstudien.

### Privat
Macamo spricht Tsonga, Portugiesisch, Spanisch, Englisch, Deutsch und Französisch. Er lebt in Lörrach, ist verheiratet und hat drei Kinder.

## Werke (Auswahl)
Monographien:
- 2016: Sociologia prática – como alguns sociólogos pensam. Maputo: Imprensa Universitária.
- 2016: The Taming of Fate, Dakar: CODESRIA.
- 2013: L’abbecedario della nostra dependenza. Erikson: Trento.
- 2008: Planícies sem fim. Maputo: Texto Editores (Essays).
- 2006: Um País cheio de soluções. Maputo: Edições Meianoite.
- 2006: Trepar o País pelos ramos. Maputo: Editora Ndjira.
- 2005: Abecedário da nossa dependência. Maputo: Editora Ndjira.
- 2004: A leitura sociológica. Maputo: Imprensa Universitária.
- 2004: Como aprender a estudar. Maputo: Imprensa Universitária (mit Teles Huo).

Macamo hat zudem zahlreiche Journalbeiträge veröffentlicht, Berichte verfasst und an Büchern mitgewirkt. Eine ausführliche und aktuelle Werksliste findet sich auf den Seiten der Universität Basel.